# جزیره کتوی
جزیره کتوی (انگلیسی: Ketoy) یک جزیره آتشفشانی در جزایر کوریل کشور روسیه است.